# 155e méridien est
En géographie, le 155e méridien est est le méridien joignant les points de la surface de la Terre dont la longitude est égale à 155° est.

## Géographie

### Dimensions
Comme tous les autres méridiens, la longueur du 155e méridien correspond à une demi-circonférence terrestre, soit 20 003,932 km. Au niveau de l'équateur, il est distant du méridien de Greenwich de 17 254 km,.
Avec le 25e méridien ouest, il forme un grand cercle passant par les pôles géographiques terrestres.

### Régions traversées
En commençant par le pôle Nord et descendant vers le sud au pôle Sud, Le 155e méridien est passe par:
| Coordonnées           | Pays, territoire ou mer   | Notes |
| --------------------- | ------------------------- | --- |
| 90° 00′ N, 155° 00′ E | Océan Arctique            | |
| 77° 02′ N, 155° 00′ E | Mer de Sibérie orientale  | |
| 71° 01′ N, 155° 00′ E | Russie                    | République de Sakha Oblast de Magadan — à partir de 66° 07′ N, 155° 00′ E |
| 60° 22′ N, 155° 00′ E | Mer d'Okhotsk             | Golfe de Chelikhov |
| 59° 26′ N, 155° 00′ E | Russie                    | Oblast de Magadan |
| 59° 10′ N, 155° 00′ E | Mer d'Okhotsk             | |
| 50° 12′ N, 155° 00′ E | Russie                    | Oblast de Sakhaline — Île Antsiferov, îles Kouriles |
| 50° 11′ N, 155° 00′ E | Océan Pacifique           | Passe juste à l'est de l'île d'Onekotan, Oblast de Sakhaline, Russie (à 49° 37′ N, 154° 54′ E) Passe juste à l'ouest de l'Atoll Oroluk, États fédérés de Micronésie (à 7° 33′ N, 154° 54′ E) Passe juste à l'est de l'atoll de Nukuoro, États fédérés de Micronésie (à 3° 50′ N, 154° 58′ E) Passe juste à l'est de l'atoll de Kapingamarangi, États fédérés de Micronésie (à 1° 04′ N, 154° 49′ E) Passe juste à l'est des îles Nuguria, Papouasie-Nouvelle-Guinée (à 3° 26′ S, 154° 45′ E) |
| 5° 32′ S, 155° 00′ E  | Papouasie-Nouvelle-Guinée | Île Bougainville |
| 6° 13′ S, 155° 00′ E  | Mer des Salomon           | |
| 11° 45′ S, 155° 00′ E | Mer de Corail             | Passe par les Îles de la mer de Corail, Australie |
| 29° 59′ S, 155° 00′ E | Océan Pacifique           | |
| 60° 00′ S, 155° 00′ E | Océan Austral             | |
| 68° 46′ S, 155° 00′ E | Antarctique               | Territoire antarctique australien, partie de l'Antarctique revendiqué par l' Australie |